# Cẩm Giang, Gò Dầu
Cẩm Giang là một xã thuộc huyện Gò Dầu, tỉnh Tây Ninh, Việt Nam.

## Địa lý
Xã Cẩm Giang nằm ở cực tây của huyện Gò Dầu, bên bờ trái sông Vàm Cỏ Đông, có vị trí địa lý:
- Phía đông giáp xã Thạnh Đức
- Phía bắc giáp thị xã Hòa Thành
- PPhía tây giáp huyện Châu Thành và huyện Bến Cầu
- Phía nam giáp huyện Bến Cầu ranh giới là sông Vàm Cỏ Đông.

Xã Cẩm Giang có diện tích 26,37 km², dân số năm 2019 là 15.174 người, mật độ dân số đạt 575 người/km².
Xã Cẩm Giang có Quốc lộ 22B từ hướng thị trấn Gò Dầu đi Kampong Cham chạy ngang qua.

## Hành chính
Xã Cẩm Giang được chia thành 4 ấp: Cẩm Thắng, Cẩm Long, Cẩm Bình, Cẩm An.

## Lịch sử
Cẩm Giang vào thế kỷ 19 là nơi đặt một đồn bảo (bảo là đồn binh nhỏ thường đắp bằng đất, vừa có chức năng quân sự vừa là cửa khẩu thông thương) gọi là bảo Quang Hóa huyện Quang Hóa phủ Tây Ninh tỉnh Gia Định của nhà Nguyễn.
Đại Nam nhất thống chí viết về huyện Quang Hóa có các đoạn: 
- "... Hồi đầu bản triều, đặt đạo Quang Phong ở địa phận thôn Cẩm Giang, năm Minh Mạng thứ 5 (1824), đắp bảo gọi là bảo Quang Hóa; năm thứ 17 (1836) bỏ đạo, đặt tên huyện hiện nay (tức huyện Quang Hóa), thuộc phủ Tây Ninh thống hạt. Lãnh 4 tổng,32 xã thôn."[4]
- "Thành huyện Quang Hóa: chu vi 147 trượng 7 thước 4 tấc, cao 7 thước, hào rộng 1 trượng sâu 5 thước, mở 3 cửa, ở thôn Long Giang, năm Minh Mạng thứ 5 đắp bảo Quang Hóa ở địa phận thôn Cẩm Giang; năm thứ 17 đổi làm thành của huyện; năm Thiệu Trị thứ 3 (1843) đắp bảo Định Liêu; năm Tự Đức thứ 3 (1850) lại lấy bảo Định Liêu làm thành của huyện, mà Quang Hóa vẫn để làm bảo như cũ."[5]